# Виножито
Виножито (думата за дъга в местния диалект, на гръцки: Ουράνιο Τόξο, Уранио Токсо) е политическа партия на смятащите се за етнически македонци жители на Гърция. Центърът на партията е в Лерин (Флорина). Виножито твърди, че не е сепаратистка партия, и че одобрява евентуално приемане на Северна Македония в Европейския съюз.
В миналото тя е в съюз с Организацията за възстановяване на комунистическата партия в Гърция (OAKKE). Двете през 1996 г. образуват коалиция на парламентарни избори. Членовете на партията запазват гръцките си имена и презимена.
Дългогодишен председател на партията е Павлос Воскопулос от Лерин.

## Резултати от избори
| 1994 | Европейски парламент | 7,263  | 0,10 | 0 |
| 1996 | Парламент            | 3,4851 | 0,05 | - |
| 1999 | Европейски парламент | 4,951  | 0,22 | 0 |
| 2004 | Европейски парламент | 6,176  | 0,10 | 0 |
| 2009 | Европейски парламент | 4,530  | 0.09 | 0 |
| 2014 | Европейски парламент | 5,759  | 0,10 | 0 |
| 2019 | Европейски парламент | 6,412  | 0,11 | 0 |

1 Участва с OAKKE